# Segona divisió espanyola de futbol 1955-1956
Resum de l'activitat de la temporada 1955-1956de la Segona divisió espanyola de futbol.

## Grup Nord

### Clubs participants
| Club              | Ciutat               | Estadi         |
| ----------------- | -------------------- | -------------- |
| Club Barakaldo    | Barakaldo            | Lasesarre      |
| Caudal Deportivo  | Mieres               | El Batán       |
| SD Eibar          | Eibar                | Ipurúa         |
| Club Ferrol       | Ferrol               | Manuel Rivera  |
| Real Gijón        | Gijón                | El Molinón     |
| SD Indautxu       | Bilbao               | Garellano      |
| CP La Felguera    | La Felguera, Langreo | La Barraca     |
| UE Lleida         | Lleida               | Camp d'Esports |
| CD Logroñés       | Logronyo             | Las Gaunas     |
| CA Osasuna        | Pamplona             | San Juan       |
| Real Oviedo CF    | Oviedo               | Buenavista     |
| CE Sabadell FC    | Sabadell             | Creu Alta      |
| Real Santander SD | Santander            | El Sardinero   |
| Club Sestao       | Sestao               | Las Llanas     |
| CD Terrassa       | Terrassa             | Obispo Irurita |
| Reial Saragossa   | Saragossa            | Torrero        |

### Classificació
| Pos | Equip                  | PJ | PG | PE | PP | GF | GC | DG  | Pts | Promoció o classificació |
| --- | ---------------------- | -- | -- | -- | -- | -- | -- | --- | --- | ------------------------ |
| 1   | CA Osasuna (P)         | 30 | 17 | 8  | 5  | 76 | 33 | +43 | 42  | Ascens a Primera Divisió |
| 2   | Real Oviedo            | 30 | 18 | 5  | 7  | 78 | 33 | +45 | 41  | Promoció d'ascens        |
| 3   | Reial Saragossa (O, P) | 30 | 18 | 4  | 8  | 57 | 27 | +30 | 40  | Promoció d'ascens        |
| 4   | Caudal                 | 30 | 13 | 8  | 9  | 49 | 37 | +12 | 34  |                          |
| 5   | CE Sabadell            | 30 | 13 | 7  | 10 | 50 | 44 | +6  | 33  |                          |
| 6   | Ferrol                 | 30 | 11 | 10 | 9  | 44 | 47 | −3  | 32  |                          |
| 7   | Real Gijón             | 30 | 14 | 4  | 12 | 51 | 46 | +5  | 32  |                          |
| 8   | Indautxu               | 30 | 12 | 6  | 12 | 53 | 50 | +3  | 30  |                          |
| 9   | Terrassa FC            | 30 | 10 | 8  | 12 | 46 | 59 | −13 | 28  |                          |
| 10  | Barakaldo CF           | 30 | 10 | 8  | 12 | 45 | 54 | −9  | 28  |                          |
| 11  | Real Santander         | 30 | 12 | 4  | 14 | 47 | 47 | 0   | 28  |                          |
| 12  | UE Lleida              | 30 | 11 | 4  | 15 | 53 | 63 | −10 | 26  |                          |
| 13  | La Felguera            | 30 | 10 | 6  | 14 | 35 | 57 | −22 | 26  |                          |
| 14  | SD Eibar               | 30 | 9  | 7  | 14 | 40 | 56 | −16 | 25  |                          |
| 15  | Sestao (O)             | 30 | 6  | 7  | 17 | 25 | 57 | −32 | 19  | Promoció de descens      |
| 16  | CD Logroñés (O)        | 30 | 4  | 8  | 18 | 37 | 76 | −39 | 16  | Promoció de descens      |

### Resultats
| Casa \ Fora     | BAR | CAU | EIB | IND | FEL | LLE | LOG | OSA | OVI | RFE | RAC | SPO | SAB | SES | TRR | ZAR |
| --------------- | --- | --- | --- | --- | --- | --- | --- | --- | --- | --- | --- | --- | --- | --- | --- | --- |
| Barakaldo CF    | —   | 3–1 | 2–1 | 3–2 | 1–0 | 3–0 | 4–1 | 3–2 | 0–3 | 0–2 | 1–0 | 2–6 | 5–0 | 0–0 | 1–1 | 2–2 |
| Caudal          | 3–1 | —   | 4–0 | 2–1 | 3–1 | 1–0 | 2–0 | 1–2 | 3–2 | 2–0 | 4–1 | 1–2 | 2–1 | 4–0 | 4–1 | 3–0 |
| SD Eibar        | 3–2 | 1–1 | —   | 0–2 | 0–0 | 2–0 | 5–2 | 2–2 | 3–2 | 4–1 | 1–2 | 1–1 | 2–0 | 4–1 | 3–0 | 0–1 |
| Indautxu        | 1–0 | 1–1 | 1–0 | —   | 2–1 | 4–2 | 3–2 | 2–2 | 0–2 | 5–1 | 5–1 | 0–0 | 0–3 | 3–2 | 4–2 | 1–0 |
| La Felguera     | 1–1 | 2–1 | 3–1 | 1–5 | —   | 1–3 | 2–1 | 1–1 | 0–6 | 3–0 | 2–1 | 2–0 | 1–1 | 1–0 | 1–0 | 0–2 |
| UE Lleida       | 3–1 | 1–1 | 3–1 | 6–2 | 2–1 | —   | 3–3 | 2–2 | 2–1 | 0–1 | 4–3 | 3–0 | 1–0 | 1–2 | 6–2 | 1–3 |
| CD Logroñés     | 1–2 | 2–0 | 1–2 | 1–1 | 2–2 | 1–3 | —   | 3–3 | 1–1 | 2–1 | 2–0 | 1–1 | 2–4 | 0–0 | 1–2 | 2–1 |
| CA Osasuna      | 7–1 | 2–2 | 7–0 | 3–0 | 3–1 | 4–0 | 4–0 | —   | 2–0 | 0–1 | 1–0 | 6–1 | 5–0 | 4–0 | 3–2 | 2–0 |
| Real Oviedo     | 3–1 | 1–1 | 3–1 | 2–1 | 4–1 | 4–1 | 3–1 | 3–0 | —   | 4–0 | 3–0 | 2–4 | 1–0 | 2–0 | 4–0 | 2–0 |
| Ferrol          | 1–1 | 0–0 | 1–1 | 4–2 | 3–1 | 6–0 | 0–0 | 2–2 | 1–1 | —   | 5–3 | 2–0 | 1–1 | 0–0 | 2–1 | 0–0 |
| Real Santander  | 0–0 | 2–1 | 4–0 | 3–2 | 0–1 | 3–0 | 2–0 | 1–2 | 4–2 | 4–1 | —   | 2–0 | 0–0 | 2–0 | 2–0 | 0–0 |
| Real Gijón      | 1–1 | 4–0 | 3–0 | 1–0 | 2–0 | 4–3 | 6–0 | 0–1 | 0–6 | 1–2 | 2–1 | —   | 3–1 | 1–0 | 6–0 | 1–0 |
| CE Sabadell     | 2–1 | 1–1 | 3–1 | 1–1 | 3–0 | 3–2 | 7–1 | 0–1 | 1–1 | 4–1 | 3–1 | 1–0 | —   | 1–1 | 1–3 | 3–1 |
| Sestao          | 0–0 | 0–0 | 0–0 | 2–1 | 1–3 | 2–0 | 5–1 | 2–1 | 2–8 | 1–2 | 0–3 | 2–0 | 1–3 | —   | 0–3 | 0–2 |
| Terrassa FC     | 3–2 | 2–0 | 1–1 | 1–1 | 1–1 | 1–1 | 2–1 | 2–2 | 2–2 | 2–2 | 5–2 | 2–0 | 0–1 | 3–0 | —   | 2–1 |
| Reial Saragossa | 4–1 | 3–0 | 3–0 | 1–0 | 7–1 | 1–0 | 5–2 | 1–0 | 1–0 | 2–1 | 0–0 | 4–1 | 4–1 | 4–1 | 4–0 | —   |

| Golejador        | Gols | Equip       |
| ---------------- | ---- | ----------- |
| Sabino Andonegui | 24   | CA Osasuna  |
| Lluís Aloy       | 20   | Real Oviedo |
| Alvarito         | 17   | Ferrol      |
| Telmo Zarra      | 17   | Indautxu    |
| José Luis Areta  | 15   | CA Osasuna  |

| Porter         | Gols | Partits | Mitjana | Equip           |
| -------------- | ---- | ------- | ------- | --------------- |
| Pedro Lasheras | 27   | 30      | 0.9     | Reial Saragossa |
| Eusebio Sanz   | 25   | 24      | 1.04    | CA Osasuna      |
| Ferran Argila  | 28   | 25      | 1.12    | Real Oviedo     |
| Martín Lobera  | 36   | 26      | 1.38    | Real Santander  |
| Manuel Sión    | 42   | 29      | 1.45    | Real Gijón      |

## Grup Sud

### Clubs participants
| Club                  | Ciutat                 | Estadi                    |
| --------------------- | ---------------------- | ------------------------- |
| Atlético Tetuán       | Tetuan                 | Saniat Rmel               |
| CD Badajoz            | Badajoz                | El Vivero                 |
| Real Betis Balompié   | Sevilla                | Heliópolis                |
| Cadis CF              | Cadis                  | Ramón de Carranza         |
| CE Castelló           | Castelló de la Plana   | Castàlia                  |
| UD España de Tánger   | Tànger                 | Stadium Municipal         |
| SD Espanya Industrial | Barcelona              | Les Corts                 |
| CF Extremadura        | Almendralejo           | Francisco de la Hera      |
| Granada CF            | Granada                | Los Cármenes              |
| Real Jaén CF          | Jaén                   | La Victoria               |
| Jerez CD              | Jerez de la Frontera   | Domecq                    |
| CD Málaga             | Màlaga                 | Estadi La Rosaleda        |
| CD Mestalla           | València               | Mestalla                  |
| AD Plus Ultra         | Madrid                 | Camp de Ciudad Lineal     |
| CD San Fernando       | San Fernando           | Marqués de Varela         |
| CD Tenerife           | Santa Cruz de Tenerife | Heliodoro Rodríguez López |

### Classificació
| Pos | Equip                     | PJ | PG | PE | PP | GF | GC | DG  | Pts | Promoció o classificació |
| --- | ------------------------- | -- | -- | -- | -- | -- | -- | --- | --- | ------------------------ |
| 1   | Real Jaén (P)             | 30 | 18 | 6  | 6  | 64 | 34 | +30 | 42  | Ascens a Primera Divisió |
| 2   | Reial Betis               | 30 | 16 | 4  | 10 | 60 | 36 | +24 | 36  | Promoció d'ascens        |
| 3   | Espanya Industrial (O, P) | 30 | 14 | 8  | 8  | 54 | 39 | +15 | 36  | Promoció d'ascens        |
| 4   | Atlético Tetuán           | 30 | 15 | 5  | 10 | 60 | 52 | +8  | 35  | Dissolt                  |
| 5   | España Tánger             | 30 | 15 | 5  | 10 | 55 | 44 | +11 | 35  | Dissolt                  |
| 6   | Mestalla                  | 30 | 13 | 7  | 10 | 47 | 45 | +2  | 33  |                          |
| 7   | CF Extremadura            | 30 | 14 | 4  | 12 | 49 | 44 | +5  | 32  |                          |
| 8   | Granada CF                | 30 | 12 | 5  | 13 | 64 | 57 | +7  | 29  |                          |
| 9   | CD Tenerife               | 30 | 11 | 7  | 12 | 48 | 49 | −1  | 29  |                          |
| 10  | Badajoz                   | 30 | 11 | 5  | 14 | 38 | 49 | −11 | 27  |                          |
| 11  | Málaga                    | 30 | 10 | 7  | 13 | 50 | 44 | +6  | 27  |                          |
| 12  | Xerez CD                  | 30 | 11 | 4  | 15 | 52 | 66 | −14 | 26  |                          |
| 13  | San Fernando              | 30 | 12 | 2  | 16 | 45 | 64 | −19 | 26  |                          |
| 14  | Cadis CF                  | 30 | 12 | 1  | 17 | 42 | 66 | −24 | 25  |                          |
| 15  | Plus Ultra (R)            | 30 | 7  | 7  | 16 | 47 | 76 | −29 | 21  | Promoció de descens      |
| 16  | CE Castelló (O)           | 30 | 7  | 7  | 16 | 46 | 56 | −10 | 21  | Promoció de descens      |

### Resultats
| Casa \ Fora        | TET | BAD | CAD | CAS | CON | ESP | EXT | GRA | JAE | CDM | MES | RMC | BET | SFE | TEN | XER |
| ------------------ | --- | --- | --- | --- | --- | --- | --- | --- | --- | --- | --- | --- | --- | --- | --- | --- |
| Atlético Tetuán    | —   | 2–1 | 5–1 | 5–1 | 6–3 | 2–1 | 1–1 | 6–0 | 1–4 | 2–2 | 1–0 | 1–1 | 2–1 | 2–0 | 1–0 | 4–2 |
| Badajoz            | 3–1 | —   | 3–0 | 2–4 | 4–1 | 4–2 | 1–0 | 1–0 | 1–0 | 2–0 | 2–1 | 0–0 | 0–1 | 0–1 | 3–2 | 1–0 |
| Cadis CF           | 2–1 | 2–1 | —   | 2–3 | 0–0 | 0–4 | 1–0 | 2–1 | 1–2 | 3–2 | 0–1 | 6–1 | 2–0 | 4–1 | 2–0 | 5–2 |
| CE Castelló        | 1–3 | 0–0 | 4–0 | —   | 1–1 | 4–1 | 1–2 | 1–1 | 0–1 | 0–1 | 0–0 | 2–4 | 1–0 | 4–1 | 0–0 | 3–0 |
| Espanya Industrial | 1–0 | 2–0 | 4–0 | 3–1 | —   | 1–3 | 4–0 | 2–1 | 2–0 | 1–0 | 4–0 | 3–2 | 1–1 | 3–0 | 1–1 | 4–0 |
| España Tánger      | 1–1 | 1–0 | 3–0 | 1–1 | 1–1 | —   | 3–0 | 4–2 | 3–1 | 1–1 | 3–1 | 3–1 | 3–0 | 2–0 | 1–0 | 2–0 |
| CF Extremadura     | 1–4 | 4–1 | 1–2 | 2–1 | 5–3 | 3–1 | —   | 3–1 | 1–3 | 2–0 | 2–0 | 3–0 | 0–0 | 3–1 | 3–0 | 4–3 |
| Granada CF         | 4–0 | 4–1 | 2–0 | 2–1 | 1–1 | 2–4 | 2–1 | —   | 3–3 | 2–2 | 4–1 | 5–1 | 2–1 | 3–1 | 1–0 | 4–1 |
| Real Jaén          | 0–0 | 5–2 | 3–0 | 5–3 | 1–2 | 3–0 | 2–0 | 2–1 | —   | 2–1 | 3–0 | 4–1 | 1–0 | 2–0 | 8–3 | 0–0 |
| Málaga             | 0–1 | 2–2 | 4–1 | 3–1 | 1–2 | 3–1 | 1–2 | 2–1 | 0–2 | —   | 3–1 | 4–0 | 0–2 | 5–0 | 2–0 | 1–1 |
| Mestalla           | 3–2 | 3–0 | 0–1 | 2–1 | 3–1 | 2–0 | 1–1 | 2–2 | 2–1 | 2–0 | —   | 1–1 | 4–2 | 2–1 | 1–1 | 6–0 |
| Plus Ultra         | 5–0 | 2–2 | 5–3 | 2–2 | 1–1 | 0–3 | 0–2 | 1–5 | 2–2 | 1–3 | 4–1 | —   | 0–2 | 3–0 | 4–1 | 2–1 |
| Reial Betis        | 1–4 | 5–0 | 4–1 | 4–2 | 3–1 | 4–0 | 2–1 | 3–2 | 1–1 | 2–1 | 0–0 | 4–0 | —   | 1–2 | 4–1 | 5–0 |
| San Fernando       | 3–1 | 1–0 | 3–0 | 3–1 | 1–0 | 2–2 | 2–1 | 4–2 | 2–0 | 2–2 | 3–4 | 3–1 | 1–3 | —   | 1–4 | 3–2 |
| CD Tenerife        | 4–1 | 1–1 | 3–0 | 2–1 | 1–0 | 2–0 | 0–0 | 3–2 | 1–1 | 2–2 | 1–2 | 5–2 | 3–0 | 3–1 | —   | 3–1 |
| Xerez CD           | 5–0 | 2–0 | 3–1 | 3–1 | 1–1 | 3–1 | 3–1 | 3–2 | 1–2 | 3–2 | 1–1 | 4–0 | 0–4 | 4–2 | 3–1 | —   |

| Golejador       | Gols | Equip         |
| --------------- | ---- | ------------- |
| Rafa Delgado    | 25   | Granada CF    |
| Eduardo Sobrado | 23   | Reial Betis   |
| Adolfo Bolea    | 20   | España Tánger |
| Julio Corcuera  | 18   | Xerez CD      |
| Botella         | 16   | Reial Betis   |

| Porter           | Gols | Partits | Mitjana | Equip              |
| ---------------- | ---- | ------- | ------- | ------------------ |
| Pedro González   | 27   | 26      | 1.04    | Reial Betis        |
| Juan Delgado     | 27   | 25      | 1.08    | Real Jaén          |
| Pere Estrems     | 31   | 27      | 1.15    | Espanya Industrial |
| Florentino López | 36   | 25      | 1.44    | Mestalla           |
| Martín Rovira    | 36   | 25      | 1.44    | CF Extremadura     |

## Promoció d'ascens

### Classificació
| Pos | Equip                     | PJ | PG | PE | PP | GF | GC | DG  | Pts | Promoció o descens       |
| --- | ------------------------- | -- | -- | -- | -- | -- | -- | --- | --- | ------------------------ |
| 1   | Espanya Industrial (O, P) | 10 | 7  | 1  | 2  | 21 | 15 | +6  | 15  | Ascens a Primera Divisió |
| 2   | Reial Saragossa (O, P)    | 10 | 5  | 2  | 3  | 18 | 13 | +5  | 12  | Ascens a Primera Divisió |
| 3   | Real Oviedo               | 10 | 6  | 0  | 4  | 23 | 22 | +1  | 12  |                          |
| 4   | Reial Múrcia (R)          | 10 | 5  | 1  | 4  | 21 | 18 | +3  | 11  |                          |
| 5   | Reial Betis               | 10 | 2  | 2  | 6  | 21 | 22 | −1  | 6   |                          |
| 6   | Alavés (R)                | 10 | 1  | 2  | 7  | 10 | 24 | −14 | 4   |                          |

### Resultats
| Casa \ Fora        | ALA | CON | MUR | OVI | BET | ZAR |
| ------------------ | --- | --- | --- | --- | --- | --- |
| Alavés             | —   | 2–3 | 1–0 | 1–3 | 1–1 | 1–2 |
| Espanya Industrial | 3–1 | —   | 2–1 | 6–1 | 3–2 | 1–0 |
| Reial Múrcia       | 3–2 | 1–1 | —   | 4–1 | 5–1 | 4–3 |
| Real Oviedo        | 2–0 | 5–0 | 3–0 | —   | 3–2 | 0–1 |
| Reial Betis        | 6–0 | 1–2 | 0–1 | 4–5 | —   | 3–1 |
| Reial Saragossa    | 1–1 | 1–0 | 4–2 | 4–0 | 1–1 | —   |

## Promoció de descens

### Anada
| 13 de maig de 1956 | CD Ourense              | 2-1     | Sestao     | Ourense                   |  |
|                    | Obeso 66' · Cortizo 71' | Informe | Izaola 25' | O Couto · Uría González · |  |

| 13 de maig de 1956 | CD Logroñés      | 2-0     | CE Manresa | Logronyo                     |  |
|                    | Avelino 49', 73' | Informe |            | Las Gaunas · Gómez Arribas · |  |

| 13 de maig de 1956 | Plus Ultra                              | 3-3     | CD Eldense                  | Madrid                          |  |
|                    | Santa María 14' · Poyán 34' · Vidal 57' | Informe | Amaro 12' · Medina 29', 70' | Ciudad Lineal · Cotanda Arnal · |  |

| 13 de maig de 1956 | CE Castelló | 1-1     | Algeciras  | Castelló de la Plana             |  |
|                    | Ramos 28'   | Informe | Tuhami 60' | Castàlia · De la Fuente Alonso · |  |

### Tornada
| 19 de maig de 1956 | Sestao                                   | 3-0 (Total: 4-2) | CD Ourense | Sestao                             |  |
|                    | Izaola 37' · Llona 66' · Beascoechea 85' | Informe          |            | Las Llanas · González Echeverría · |  |

| 20 de maig de 1956 | CD Eldense                       | 3-0 (Total: 6-3) | Plus Ultra | Elda                 |  |
|                    | Villaplana 50', 88' · Cedrés 89' | Informe          |            | Parque · Simó Fiol · |  |

| 20 de maig de 1956 | CE Manresa | 1-0 (Total: 1-2) | CD Logroñés | Manresa                          |  |
|                    | Torras 12' | Informe          |             | El Pujolet · Mazagatos Vicario · |  |

| 20 de maig de 1956 | Algeciras                | 2-2 (Total: 3-3) | CE Castelló               | Algesires                  |  |
|                    | Piera 37' · Antoñito 39' | Informe          | Mezquita 3' · Vilalta 43' | El Mirador · Díaz Argote · |  |

### Desempat
| 3 de juny de 1956 | CE Castelló             | 2-1     | Algeciras | Madrid                           |  |
|                   | Colubi 9' · Vilalta 54' | Informe | Tapia 7'  | Metropolitano · Carbelo Martín · |  |

## Resultats finals
- Campió: Atlético Osasuna, Real Jaén CF.
- Ascens a Primera divisió: Atlético Osasuna, Real Jaén CF, Espanya Industrial, Real Zaragoza CD.
- Descens a Segona divisió: Reial Múrcia, Deportivo Alavés, Cultural Leonesa, Hèrcules CF.
- Ascens a Segona divisió: Alacant CF, Real Avilés CF, Burgos CF, Córdoba CF, CD Eldense, Girona CF, Llevant UE, Puente Genil CF, AD Rayo Vallecano. Per la següent temporada, la Segona Divisió passà de 32 a 40 equips. A més dels clubs anteriors van ser inscrits Algeciras CF, fusionat amb España de Tánger, i Atlético Ceuta, resultat de la fusió de SD Ceuta i Atlético Tetuán.
- Descens a Tercera divisió: AD Plus Ultra.